# Národní parky v Rumunsku
Národní parky v Rumunsku

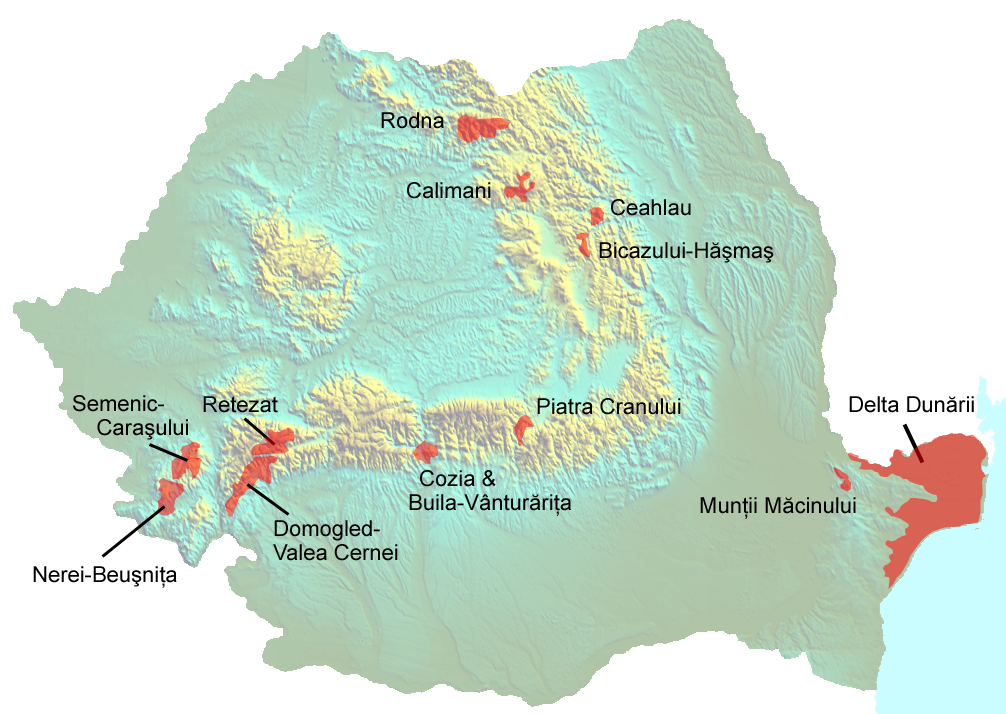
Národní parky v Rumunsku zvýrazněné červeně

V Rumunsku existuje kromě dalších přírodních rezervací 14 národních parků. Celkem zabírají plochu 8960 km2, tj. 3,8 % z celkové rozlohy Rumunska.

## Seznam národních parků
| Národní park                          | Plocha (km²) | Rok založení | Rok vyhlášení |
| ------------------------------------- | ------------ | ------------ | ------------- |
| Národní park Domogled-Valea Cernei    | 612          | 1982         | 2000          |
| Národní park Rodna                    | 466          | 1990         | 2000          |
| Národní park Retezat                  | 380          | 1935         | 2000          |
| Národní park Cheile Nerei-Beușnița    | 368          | 1990         | 2000          |
| Národní park Semenic-Cheile Carașului | 367          | 2000         | 2000          |
| Národní park Călimani                 | 240          | 1975         | 2000          |
| Národní park Cozia                    | 171          | 1966         | 2000          |
| Národní park Piatra Craiului          | 147          | 1938         | 2000          |
| Národní park Munții Măcinului         | 113          | 2000         | 2000          |
| Národní park Defileul Jiului          | 111          | 2005         | 2005          |
| Národní park Masivul Ceahlău          | 77           | 1995         | 2000          |
| Národní park Bicazului-Hășmaș         | 66           | 1990         | 2000          |
| Národní park Buila-Vânturarița        | 42           | 2005         | 2005          |
| Národní park Delta Dunării            | 5800         | 1991         | 2000          |

Poznámky:
Národní park Delta Dunării je současně i na seznamu světového dědictví UNESCO.
Národní parky Rodna a Rezetat jsou současně biosférické rezervace UNESCO.